# فیر اند هانگر
فیر اند هانگر (به انگلیسی: Fear & Hunger) بازی ویدئویی نقش‌آفرینی در سبک ترس و بقا می‌باشد که توسط توسعه‌دهندهٔ بازی فنلاندی میرو تولید شده‌است. داستان فیر اند هانگر یکی از چهار شخصیت قابل‌بازی را دنبال می‌کند که در سیاه‌چال ترس و گرسنگی حفره ایجاد می‌کنند و حین عمیق‌تر کردن حفره به‌قصد نجات شوالیه لوگارد با تله‌های مرگبار، پازل‌ و هیولاها روبرو می‌شوند.
دنبالهٔ بازی تحت عنوان فیر اند هانگر ۲:ترمینا در سال ۲۰۲۲ منتشر گردید.

## دنباله
دنبالهٔ این بازی تحت عنوان فیر اند هانگر ۲: ترمینا (به انگلیسی: Fear & Hunger 2: Termina) در ۹ دسامبر سال ۲۰۲۲ بر روی استیم و ایتچ.آی‌او منتشر گردید.
داستان ترمینا در همان جهان بازی اول در دههٔ ۱۹۴۰ و حدود ۳۰۰ سال پس از حوادث و وقایع بازی اول در شهر پرهویل جریان دارد که ۱۴ غریبه را دنبال می‌کند که مجبور شده‌اند سه روز در جشنوارهٔ ترمینا شرکت کنند.